# Diplocolenus orientalis
Diplocolenus orientalis är en insektsart som beskrevs av Ribaut 1936. Diplocolenus orientalis ingår i släktet Diplocolenus och familjen dvärgstritar. Inga underarter finns listade i Catalogue of Life.